# Gerry Bamman
Gerry Bamman, de son vrai nom Gerald G. Bamman, est un acteur américain né le 18 septembre 1941 à Independence, en Kansas, aux (États-Unis).

## Filmographie
- 1984 : Concealed Enemies (en) (TV) : Father John Cronin
- 1984 : Tendres Années (Old Enough) : Mr. Sloan
- 1985 : Brass (TV) : George Whitman
- 1986 : Seule contre la drogue (Courage) (TV) : Assistant US Attorney
- 1987 : Le Secret de mon succès (The Secret of My Succe$s) de Herbert Ross : Art Thomas
- 1987 : Hiding Out (en) de Bob Giraldi : Mr. Stevens
- 1988 : Cocktail de Roger Donaldson : un touriste
- 1989 : Coupable Ressemblance (True Believer) de Joseph Ruben : Brian Nevins
- 1989 : Pink Cadillac de Buddy Van Horn : Buddy
- 1989 : Il était une fois Broadway (Bloodhounds of Broadway) d'Howard Brookner : insp. McNamara
- 1989 : Manhunt: Search for the Night Stalker (TV) : Phil Thomas
- 1990 : Kojak: None So Blind (TV) : Warburton
- 1990 : Equal Justice (TV)
- 1990 : La Maison des otages (Desperate Hours) de Michael Cimino : Ed Tallent
- 1990 : Maman, j'ai raté l'avion (Home Alone) de Chris Columbus : oncle Frank McCallister
- 1991 : Un homme aux abois (The Chase) (TV) : Peter
- 1991 : New York, police judiciaire (saison 1, épisode 22) : lieutenant Kennedy
- 1991 : Love, Lies and Murder (en) (TV) : Mark Lockwood
- 1991 : The 10 Million Dollar Getaway (TV) : Peter Greunwald
- 1991 : Pour le meilleur et pour le rire (Married to It) de Arthur Hiller : Arthur Everson
- 1983 : Amoureusement vôtre (Loving) (série TV) : rév. Ford (1991)
- 1992 : Swans Crossing (en) (série TV) : Captain Elia Walker
- 1992 : Maman j'ai encore raté l'avion (Home Alone 2: Lost in New York) de Chris Columbus : Oncle Frank McCallister
- 1992 : Bodyguard (The Bodyguard) de Mick Jackson : Ray Court
- 1992 : Lorenzo (Lorenzo's Oil) de George Miller : Dr Judalon
- 1993 : Murder in the Heartland (en) (TV) : juge Brooks
- 1994 : Les Maîtres du monde (The Puppet Masters) de Stuart Orme : Viscott
- 1995 : New York, police judiciaire (saison 5, épisode 11) : Dean Pollard
- 1996 : Au revoir à jamais (The Long Kiss Goodnight) de Renny Harlin : homme de la CIA
- 1996 : New York, police judiciaire (saison 7, épisode 2) : avocat de la défense Stan Gillum
- 1998 : De grandes espérances (Great Expectations) d'Alfonso Cuarón : Ted Rabinowitz
- 1998 : New York, police judiciaire (saison 8, épisode 20) : avocat de la défense Stan Gillum
- 1999 : Cross-Eyed de Rudolf Steiner
- 1999 : The Confession (en) de David Hugh Jones : Psychiatre
- 1999 : Superstar de Bruce McCulloch : père John Insomnic
- 2000 : D'un rêve à l'autre (Passion of Mind) d'Alain Berliner : Edward 'Ed' Youngerman
- 2000 : Two Family House (en) de Raymond De Felitta (en) : Mr. Pine
- 2000 : Urbania de  Jon Shear : Don
- 2000 : New York, police judiciaire (saison 10, épisode 13) : avocat de la défense Stan Gillum
- 2000 : New York, unité spéciale (saison 2, épisode 1) : Craig Prince
- 2001 : New York, police judiciaire (saison 11, épisode 17) : avocat de la défense Stan Gillum
- 2001 : Bad Luck! (Double Whammy) de Tom DiCillo : Mayor
- 2001 : Second Honeymoon (TV)
- 2001 : Born Loser : Mr. Vales
- 2002 : Abbie Down East d'Ellen-Alinda Verhoeff : Father
- 2002 : New York, unité spéciale (saison 4, épisode 2) : avocat Schaeffer
- 2002 : Benjamin Franklin (feuilleton TV) : Paul Wentworth
- 2003 : Le Maître du jeu (Runaway Jury) de Gary Fleder : Herman Grimes
- 2004 : The Cookout de  Lance Rivera : Butler
- 2004 : De pères en fils (Around the Bend) de Jordan Roberts : Albert
- 2004 : New York, police judiciaire (saison 14, épisode 22) : juge Thomas Everton
- 2005 : New York, police judiciaire (saison 16, épisode 11) : juge Thomas Everton